# Komodo (île)
Pour les articles homonymes, voir Komodo.
Komodo, en indonésien Pulau Komodo, est une île d'Indonésie faisant partie des Petites îles de la Sonde et située entre Sumbawa et Florès. Elle fait partie des sept nouvelles merveilles de la nature.

## Géographie
L'île, située en mer de Savu, mesure trente kilomètres de longueur pour seize kilomètres de largeur, sa superficie est de 390 km2.

## Démographie
Komodo est peuplée d'environ 2 000 habitants, essentiellement les descendants de condamnés à l'exil sur l'île et de Bugis originaires de Célèbes.

## Faune
L'île n'est pas connue uniquement pour son héritage de condamnés mais aussi pour la faune unique qui y habite. Le dragon de Komodo, le plus grand lézard vivant au monde, tire son nom de l'île.

## Accès
Le prix d'accès à l'île a fortement augmenté afin de protéger la faune, dans l'une des nombreuses démarches allant vers le tourisme durable.

## Galerie

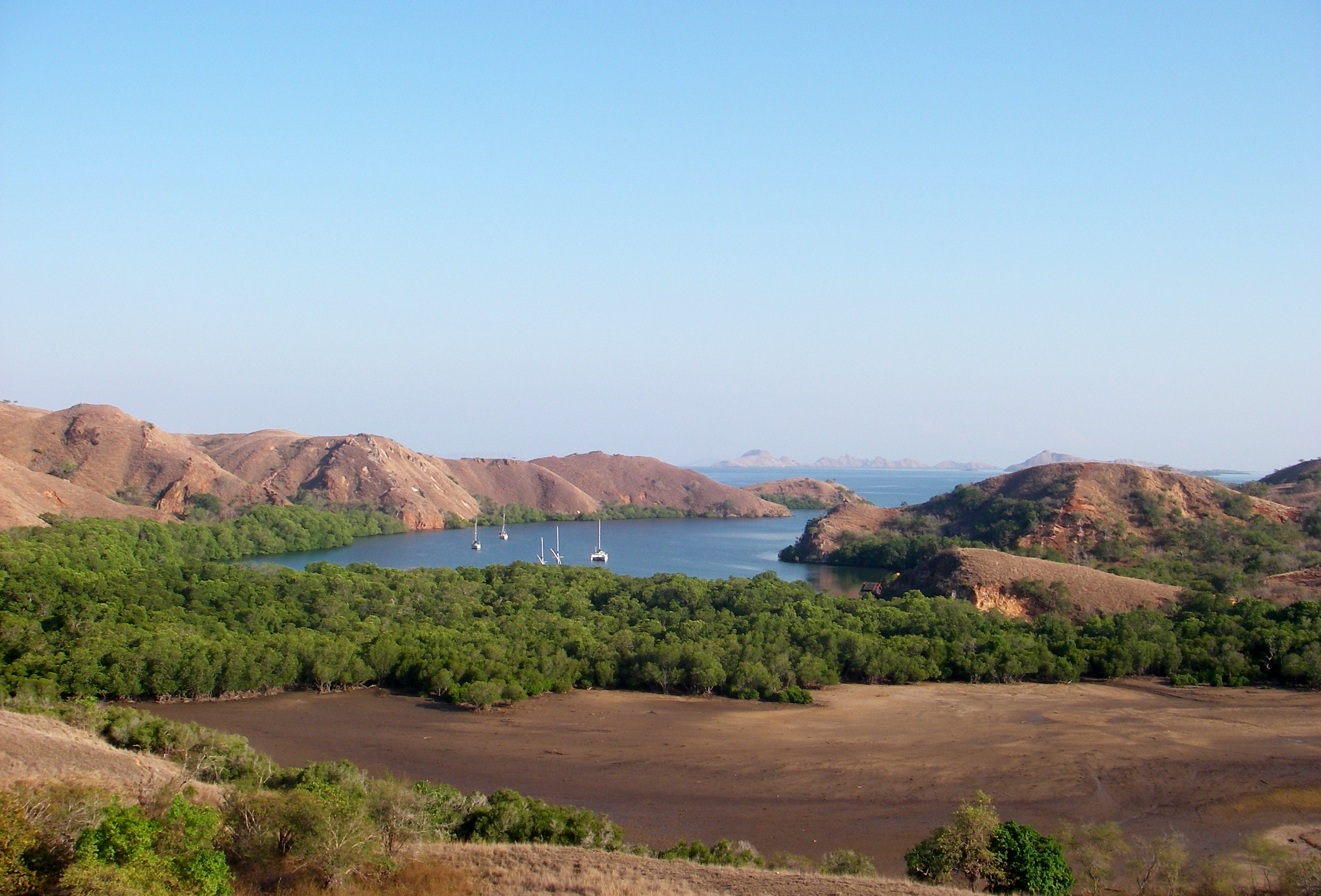
Paysage de Komodo.
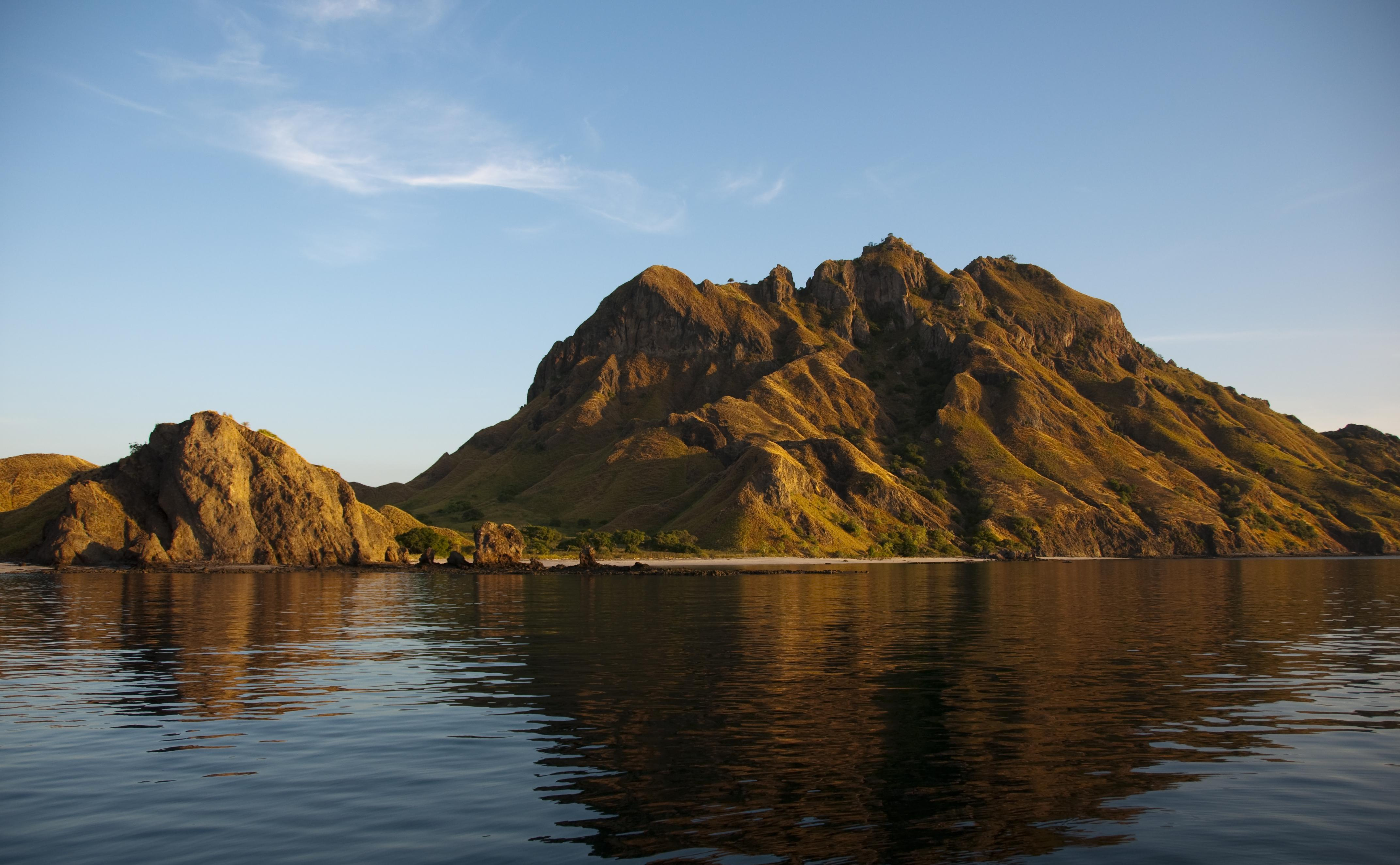
Lever de soleil sur l'île de Komodo
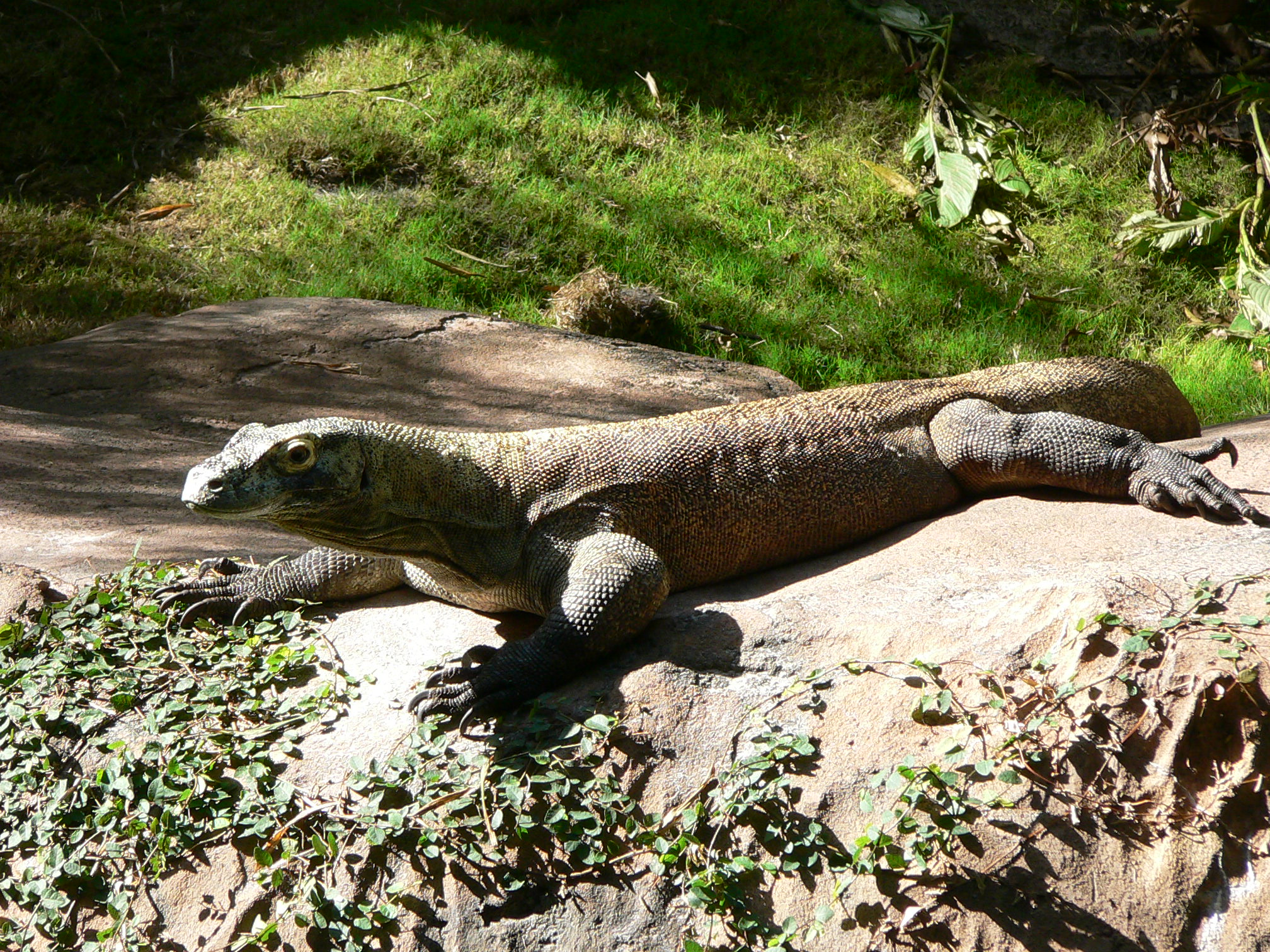
Dragon de Komodo